# Laky Andrea
Laky Andrea (Budapest, 1983. január 17. –) labdarúgó, hátvéd, a Femina játékosa.

## Pályafutása

### Klubcsapatban
A Femina csapatában mutatkozott be az élvonalban. 2003 és 2005 illetve 2006 és 2009 között az MTK labdarúgója volt. Közben a 2005–06-os idényben az Angyalföldi Sportiskola együttesében szerepelt. 2009 óta visszatért a Feminához.

## Sikerei, díjai
- Magyar bajnokság
  - bajnok: 2002–03, 2004–05
  - 2.: 1999–00, 2003–04, 2008–09
  - 3.: 2006–07, 2007–08
- Magyar kupa
  - győztes: 2005
  - döntős: 2002, 2008